# Плоэзаль
Плоэза́ль (фр. Ploëzal, брет. Pleuzal) — коммуна во Франции, находится в регионе Бретань. Департамент — Кот-д’Армор. Входит в состав кантона Бегар. Округ коммуны — Генган.
Код INSEE коммуны — 22204.

## География
Коммуна расположена приблизительно в 410 км к западу от Парижа, в 135 км северо-западнее Ренна, в 40 км к северо-западу от Сен-Бриё.
Вдоль восточной границы коммуны протекает река Триё.

## Население
Население коммуны на 2016 год составляло 1261 человек.
| 1962 | 1968 | 1975 | 1982 | 1990 | 1999 | 2008 | 2016 |
| ---- | ---- | ---- | ---- | ---- | ---- | ---- | ---- |
| 1576 | 1458 | 1445 | 1301 | 1232 | 1190 | 1194 | 1261 |

## Администрация
| Период | Период | Фамилия        | Партия                    | Примечания |
| ------ | ------ | -------------- | ------------------------- | ---------- |
| ?      | 1967   | Ив-Мари Анри   | Социалистическая партия   |            |
| 1967   | 1995   | Анри Ле Ру     | Социалистическая партия   | фермер     |
| 1995   | 2001   | Люсьен Франсуа | Социалистическая партия   | агроном    |
| 2001   | 2014   | Ги Коннан      | Союз за народное движение | фермер     |

## Экономика
В 2007 году среди 736 человек в трудоспособном возрасте (15—64 лет) 480 были экономически активными, 256 — неактивными (показатель активности — 65,2 %, в 1999 году было 62,6 %). Из 480 активных работали 436 человек (239 мужчин и 197 женщин), безработных было 44 (20 мужчин и 24 женщины). Среди 256 неактивных 73 человека были учениками или студентами, 104 — пенсионерами, 79 были неактивными по другим причинам.

## Достопримечательности
- Замок Рош-Жагю[фр.] (XVI век). Исторический памятник с 1930 года[3]
- Усадьба Кермаркер (XVII век). Исторический памятник с 1927 года[4]
- Церковь Нотр-Дам-де-Рюнан
- Церковь Сен-Пьер-де-Плоэзаль

## Фотогалерея
- Церковь Сен-Пьер
- Замок Рош-Жагю
- Сад замка Рош-Жагю
- Река Триё